# Cámara lenta
La cámara lenta (en inglés slow motion o slow mo) es un efecto visual que permite ralentizar artificialmente una acción con el fin de aumentar el impacto visual o emocional. La cámara lenta se obtiene rodando una escena con un número de imágenes por segundo superior a la velocidad de proyección. Al pasar el registro con un número de imágenes por segundo normal, la escena, más larga, da la impresión de desarrollarse lentamente.
El austríaco August Musger inventó este método en 1904. Se utiliza generalmente en producciones cinematográficas como películas o videos musicales (en particular, en las escenas de acción, románticas, suspenso o combate), en retransmisiones deportivas para enumerar una acción (objetivo al fútbol, salto de altura, llegada de un curso, etc.) comerciales de televisión, y en aplicaciones científicas (por ejemplo en balística o para estudiar fenómenos naturales dividiendo su formación).
El efecto visual comúnmente llamado tiempo bala, popularmente conocido por su nombre en inglés, Bullet Time, es una técnica derivada de la cámara lenta. Ésta es más compleja de obtener y permite nuevas posibilidades visuales.
La aceleración, o cámara rápida, es la técnica opuesta, que permite aumentar artificialmente la velocidad de una acción o precipitar movimientos.
El efecto Cámara Lenta, conocido también popularmente por su nombre inglés, Slow Motion o Slow Mo, era un efecto que se grababa principalmente por cámaras de video, pero que con la mejora técnica de las cámaras de fotos, éstas también pueden grabar este tipo de efectos.

## Cómo funciona la cámara lenta
Hay dos maneras en las que se puede lograr la cámara lenta en la cinematografía moderna. Ambas implican una cámara y un proyector. Un proyector se refiere a un clásico proyector de películas en un cine, pero las mismas reglas básicas se aplican a una pantalla de televisión y cualquier otro dispositivo que muestra imágenes consecutivas a una velocidad de cuadro constante.

### Sobre Carga
A los efectos de hacer legible la ilustración, se ha seleccionado una velocidad de proyección de 10 cuadros por segundo (cuadro/s), de hecho la película se proyecta normalmente a 24 cuadros/s, lo que hace que el equivalente a la superposición lenta sea poco frecuente, pero disponible en equipos profesionales. 

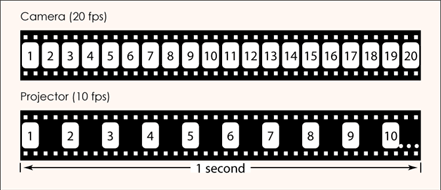
Nivel de aceleración

### Tiempo Extendido / Estiramiento de Tiempo
El segundo tipo de cámara lenta se logra durante la postproducción. Esto se conoce como estiramiento de tiempo o cámara lenta digital. Este tipo de cámara lenta se logra insertando nuevos cuadros entre los cuadros que han sido realmente fotografiados. El efecto es similar al del overcranking, ya que el movimiento real se produce durante un tiempo más largo.
Dado que los cuadros necesarios nunca fueron fotografiados, se deben fabricar nuevos cuadros. A veces los nuevos cuadros son simplemente repeticiones de los cuadros anteriores, pero más a menudo se crean interpolando entre cuadros. (A menudo esta interpolación de movimiento es, efectivamente, una corta disolución entre fotogramas inmóviles). Existen muchos algoritmos complicados que pueden rastrear el movimiento entre cuadros y generar cuadros intermedios dentro de esa escena. Es similar a la media velocidad, y no es verdadera cámara lenta, sino simplemente una visualización más larga de cada cuadro. 

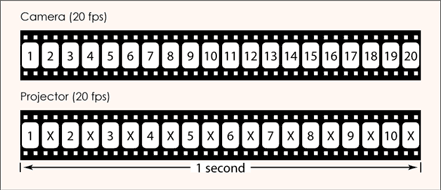
Los Frames marcados con una X deben ser fabricados.

## Slow Motion en Películas
La cámara lenta se utiliza ampliamente en las películas de acción para el efecto dramático, así como el famoso efecto de esquivar balas, popularizado por The Matrix. Formalmente, este efecto se conoce como "speed ramping" y es un proceso por el cual la velocidad de captura de la cámara cambia con el tiempo. Por ejemplo, si en el transcurso de 10 segundos de captura, la frecuencia de fotogramas de captura se ajusta de 60 a 24 fotogramas por segundo, cuando se reproduce a la frecuencia de película estándar de 24 fotogramas por segundo, se logra un efecto único de manipulación del tiempo. Por ejemplo, alguien que empuja una puerta abierta y sale a la calle parecería empezar a cámara lenta, pero en unos segundos más tarde dentro de la misma toma la persona parecería caminar en "tiempo real" (velocidad diaria). La velocidad opuesta se hace en La Matriz cuando Neo vuelve a entrar en ella por primera vez para ver el Oráculo. Al salir del "punto de carga" del almacén, la cámara hace un zoom sobre Neo a velocidad normal pero al acercarse a la cara de Neo, el tiempo parece ralentizarse, quizás acentuando visualmente la pausa de Neo y reflejando un momento, y quizás aludiendo a la futura manipulación del tiempo mismo dentro de la Matrix más adelante en la película. 

## Uso en Televisión
El Slow Motion se utiliza ampliamente en la radiodifusión deportiva y en las repeticiones instantáneas.
Las revisiones a cámara lenta se utilizan ahora comúnmente para mostrar en detalle alguna acción (foto final, gol, ...). Generalmente, se hacen con servidores de video y controladores especiales. La primera cámara lenta de TV fue el grabador de discos Ampex HS-100. Después del HS-100, se utilizaron VTRs de cinta de vídeo tipo C con una opción de cámara lenta. Hubo algunos sistemas especiales de TV de alta velocidad de cuadro (300 fps) hechos para dar una mayor calidad de cámara lenta para la TV. 300 FPS puede ser convertido a formatos de transmisión de 50 y 60 FPS sin mayores problemas. 

## Uso en Eventos
También se utiliza el Slow Motion en el sector de los eventos dando forma a photocalls creativos en los que en lugar de capturar una fotografía se realizan videos, en este caso con la técnica del Slow Motion, como los utilizados mediante el uso de un brazo robotizado y una cámara de video en el Photocall de los Premios Goya edición 34 o los photocall slow motion 360° que utilizan una cámara Reflex, Gopro o dispositivos móviles (teléfonos y tablets) para grabar el efecto slow motion.

## Uso Científico
En las aplicaciones científicas y técnicas a menudo es necesario reducir la velocidad por un factor muy grande, por ejemplo para examinar los detalles de una explosión nuclear. A veces se publican ejemplos que muestran, por ejemplo, una bala que revienta un globo.
En programas de televisión con apartados de divulgación científica a modo de experimentos, como el programa El Hormiguero , el uso de las cámaras y efectos slow motion es un recurso muy habitual para ver la resolución de alguno de los experimentos que allí se tratan.

## Métodos de grabación de archivos de vídeo
Por lo general, las videocámaras digitales (incluyendo: DSLR, DSLM, cámaras compactas de gama alta y teléfonos móviles) tenían históricamente dos formas de almacenar vídeo a cámara lenta en el archivo de vídeo: El método en tiempo real y el método de bajo costo (o casero). 

#### Método en tiempo real
El método en tiempo real trata el video como un video normal mientras lo codifica. El archivo de vídeo de salida contiene la misma velocidad de fotogramas que la velocidad de fotogramas de salida del sensor de imagen. La duración del vídeo en el archivo de salida también coincide con la duración de la grabación en la vida real. Y el vídeo de salida también contiene una pista de audio, como los vídeos normales.
Este método es utilizado por todas las cámaras GoPro, las cámaras de la serie Sony RX10/RX100 (excepto en el modo de "súper cámara lenta" de alta velocidad de cuadro (HFR) con tiempo limitado), los iPhones de Apple con la funcionalidad de grabación de video de alta velocidad de cuadro (cámara lenta) (a partir del iPhone 5s a finales de 2013), Los buques insignia de Sony Xperia desde 2014 (Xperia Z2, primer buque insignia de Sony con grabación de vídeo a 120 fps excluida), los teléfonos móviles de la serie V de LG y todos los teléfonos insignia del Samsung Galaxy desde 2015 (Galaxy S6) para vídeos con 120 fps o más.
Todas las videocámaras que pueden grabar a 60 fps (por ejemplo, el Asus PadFone 2 (finales de 2012: 720p@60fps[4]) y el Samsung Mobile a partir del Galaxy Note 3 (finales de 2013) con 1080p a 60fps, etiquetado como "smooth motion"), lo grabaron utilizando el método en tiempo real. 

##### -Ventajas
- El software de edición de vídeo (por ejemplo, Sony Vegas, Kdenlive y el software incluido en los teléfonos móviles) y el software de reproducción de vídeo (por ejemplo, el reproductor de medios VLC) permiten tratar dichos vídeos como vídeos habituales y como vídeos a cámara lenta.

- Durante la edición y la reproducción de los vídeos, la velocidad de reproducción indicada coincide con la de la vida real.

- El software de visualización de metadatos (por ejemplo, MediaInfo) muestra una velocidad de fotogramas y un tiempo que se ajusta a las condiciones de la vida real durante la progresión de la grabación de vídeo.

- La velocidad de fotogramas y la duración del vídeo coinciden con la vida real.

- Incluye una pista de audio, como en los vídeos con velocidad de fotogramas normal.

Estas ventajas hacen que el método en tiempo real sea el más útil para los usuarios de energía. 

#### El método de bajo coste o casero
El método casero guarda los archivos de vídeo grabados de forma estirada, y también sin pista de audio. La velocidad de fotogramas del archivo de salida no coincide con la velocidad de fotogramas de salida del sensor original, pero la primera es menor. La duración real de la grabación (mientras se sostiene la cámara) no coincide con la duración del vídeo en el archivo de salida, pero la segunda es más larga. Lo contrario ocurre con los vídeos a intervalos de tiempo, en los que la velocidad de fotogramas guardada efectivamente es inferior a la de los vídeos normales.
Esto significa que la acción visible en el interior del vídeo se desarrolla a velocidades más lentas que en la vida real, a pesar de la velocidad de reproducción indicada de ×1.
Este método de codificación es utilizado por el software de la cámara de los siguientes dispositivos (lista incompleta):
- Panasonic Lumix DMC-FZ1000 (2014; 1080p@120fps; 1/4×)

- Samsung Omnia 2 GT-i8000 (2009; QVGA 320×240@120fps;[6][7] 1/4×)

- Sony FDR-AX100 (2014; 720p@120fps; 1/4×[8])

- Sony RX100 IV, V, VI y VII: el modo de alta velocidad de cuadro (HFR) graba a 240 fps hasta 1000 fps durante 3-7 segundos. Se graba a 24 - 60 fps, es decir, desde 1/4x hasta 1/40x de velocidad.

- Todos los dispositivos de Samsung Galaxy desde finales de 2012 hasta finales de 2014:

- 2012: Galaxy Note 2: 720×480@120fps

- 2013 H1: Galaxy S4 (800×450@120fps)

- 2013 H1: S4 Zoom (720×480@120fps)

- 2013 H2: Galaxy Note 3 (1280×720@120fps)

- 2014 H1: Galaxy S5, Galaxy K Zoom, H2: Note 4 (1280×720@120fps)

##### -Ventajas
El archivo de vídeo de salida se puede reproducir directamente a cámara lenta en los reproductores de vídeo que no admiten el ajuste de la velocidad de reproducción (por ejemplo, en un Galaxy S3 Mini).
El archivo de vídeo de salida se puede reproducir directamente en reproductores de vídeo y/o en dispositivos que sólo pueden manejar fotogramas limitados (por ejemplo, en un Galaxy S3 Mini).